# Anni-Frid Lyngstad
Anni-Frid "Frida" Synni Lyngstad (n. 15 noiembrie 1945, Comuna Ballangen, Nordland, Norvegia), numele oficial Anni-Frid Synni, Prințesă Reuss de Plauen, este o cântăreață de muzică pop și jazz suedeză. Născută în Norvegia, în perioada ocupației germane⁠(d), într-o colonie de selecție rasială nazistă, dintr-o mamă norvegiană și un tată german, a crescut în Suedia și a fost membră a formației ABBA între anii 1972 și 1982.

## Biografie
Anni-Frid Synni Lyngstad s-a născut în Bjørkåsen,  un sătuc din Ballangen,  lângă Narvik, in nordul Norvegiei, dintr-o mamă norvegiană, Synni Lyngstad (19 iunie 1926 – 28 septembrie 1947) și un tată soldat german, sergent în trupele Wehrmachtului, Alfred Haase (1919 - 2009),  imediat după sfârșitul celui de Al Doilea Război Mondial și al ocupației germane în Norvegia Tatăl lui Lyngstad s-a întors în Germania, unitatea sa fiind evacuată.
La începutul anului 1947, Lyngstad,  mama ei și bunica din partea mamei, Arntine Lyngstad ("Agny"), au părăsit locul ei de naștere, temându-se de represalii împotriva celor care au colaborat cu germanii în timpul ocupației.  Acestea puteau include nu numai insulte și amenințări, dar și separarea forțată a copiilor de părinții și rudele lor.
Lyngstad a fost dusă de bunica ei în Suedia, stabilindu-se în regiunea Härjedalen, unde bunica ei a avut mai multe locuri de muncă. Mama lui Lyngstad, Synni, a rămas în Norvegia și a lucrat pentru o perioadă în sudul țării. Synni s-a alăturat mamei și fiicei în Suedia, iar cele trei s-au mutat la Malmköping (72 km depărtare de Stockholm). Synni a murit la vărsta de 21 de ani, din cauza insuficienței renale, Lyngstad fiind crescută doar de bunica ei. În iunie 1949, cele două s-au mutat în Torshälla,  unde Agny Lyngstad a lucrat ca și croitoreasă. Frida Lyngstad a cresut în Torshälla și a început să frecventeze școala în august 1952. A menținut o relație strânsă cu membrii familiei sale din Norvegia (îndeosebi cu unchiul și cele patru mătuși), iar Lyngstad își amintește vacanțele de vară petrecute alături de ei în locul său de naștere. A fost foarte apropiată mai ales de mătușa Olive, care a afirmat odată că văzuse cât de singură și abătută era Frida și a făcut tot ce i-a stat în puteri ca să se simtă iubită și binevenită.
Lyngstad credea că tatăl ei, Alfred Haase,  murise în drumul de întoarcere spre Germania, vasul său fiind declarat scufundat. Totuși, în 1977, revista germană Bravo a publicat un poster și biografia completă a lui Lyngstad, incluzând numele tatălui și mamei. Articolul a fost văzut de fratele vitreg al lui Lyngstad, Peter Haase,  care l-a întrebat pe tatăl său dacă fusese în Ballangen în timpul războiului. Câteva luni mai târziu, Lyngstad  s-a întâlnit cu tatăl ei, la Stockholm, pentru prima dată.

## Cariera

### 1958–1969: Perioada de început
Lyngstad  a afirmat în câteva interviuri că bunica îi cânta adeseori (mai ales cântece vechi norvegiene), de unde și dragostea sa pentru muzică. Și-a manifestat talentul muzical foarte devreme, încă din primii ani de școală. În zilele de vineri, profesorul îi cerea adeseori să cânte în fața clasei, iar curând a devenit cunoscută în școală și în cartier pentru vocea ei frumoasă. Deși bunica este cea care a încurajat-o să cânte, nu a participat niciodată la spectacolele ei. Bunica a murit la scurt timp după ce grupul ABBA s-a format, fără să mai cunoască succesul de care acesta s-a bucurat.
La vârsta de 13 ani, în 1958, a obținut prima slujbă de cântăreață, alături de Evald Eks Orchestra. Evald Ek își amintește: "Era greu de crezut că o persoană atât de tânără poate să cânte atât de bine. Era atât de ușor de repetat cu ea și nu era niciodată timidă pe scenă. Singurul lucru care am învățat-o a fost să își dea drumul la voce."  Cu Evald Eks Orchestra, Lyngstad, în vârstă de 13 ani, a cântat în fiecare weekend în fața unui public dansant. Spectacolele durau adeseori cinci ore.  Cântecele care îi plăcea cel mai mult să le interpreteze erau șlagărele: "All of Me", "Night and Day" și "Begin the Beguine". Pentru a progresa a început și să ia lecții de canto. Mai târziu s-a alăturat unei orchestre de 15 instrumentiști, care interpretau piese de jazz din repertoriul lui Glenn Miller, Duke Ellington și Count Basie; cântărețele ei preferate erau Ella Fitzgerald și  Peggy Lee. În 1963 și-a format propria trupă Anni-Frid Four.
În 3 septembrie 1967, Frida a câștigat concursul național de talente, "Chipuri noi", organizat de compania EMI  și ținut în Skansen, Stockholm.  Cântecul pe care ea a ales să-l cânte a fost "En Ledig Dag" ("O zi liberă"). Premiul întâi în acest concurs a fost un contract de înregistrări cu EMI Suedia. Câștigătorul concursului urma să apară în aceeași seară la cel mai popular spectacol de televiziune, Hylands Hörna. Acesta a coincis cu momentul trecerii de la șofatul pe partea stângă la partea dreaptă a drumului. Mersul cu mașina în acea zi a fost descurajat, astfel încât aproape toată națiunea se uita la televizor în acea seară. Frida a interpretat cântecul câștigător live. (Poate fi văzut pe Frida - The DVD)
Prima apariție în fața unui public larg de televiziune a provocat senzație, iar multe companii de înregistrări și producători au contactat-o pe Frida imediat. Șefii de la EMI, temându-se că ar putea-o pierde pe noua cântăreață, au mers acasă la Frida, în Eskilstuna, în dimineața următoare, pentru a semna un contract de înregistrări. Producătorul EMI Olle Bergman își amintește: "Eram interesați de ea, o îndrăgisem foarte mult și credeam că are tot ce e nevoie pentru a deveni o vedetă"
În data de 11 septembrie 1967, Frida a înregistrat partea vocală pentru "En Ledig Dag", care a devenit primul ei single pentru EMI Suedia. Profesionistă și sigură pe ea în prima zi de studio, a înregistrat partea vocală din prima încercare. Primele cântece pe care le-a înregistrat pentru EMI Suedia sunt incluse în compilația EMI Frida 1967-1972, apărută în 1997.
În 29 ianuarie 1968, ea a cântat acest cântec la postul național de televiziune, ocazie cu care a întâlnit-o pentru scurt timp pe viitoarea membră ABBA Agnetha Fältskog, care își interpretase și ea primul single în cadrul aceluiași program. Lyngstad a făcut un turneu prin Suedia în anul 1968 și a înregistrat câteva single-uri pentru EMI. A hotărât să se mute la  Stockholm pentru o carieră permanentă de cântăreață.
În 1969, a participat la  Melodifestivalen – selecția suedeză pentru Eurovision –cu melodia "Härlig är vår jord" ("Pământul nostru este minunat"), terminând pe locul patru.

### 1970–1971: Perioada Pre-ABBA
Primul ei album, Frida, produs de logodnicul ei Benny Andersson, a fost lansat în 1971. Albumul a primit aprecieri unanime din partea publicului și presei,  care au remarcat mai ales acuratețea și versatilitatea vocii lui Lyngstad. Dagens Nyheter, ziarul de dimineață cu cel mai mare tiraj din Suedia, scria: "Un album de debut făcut cu profesionalism;... o personalitate discretă, dar sigură pe sine, care debordează de temperament, umor și gingășie. Și cântă într-un mod care te face să înțelegi că are ceva în cap, cu alte cuvinte, cântă într-un mod foarte inteligent. Acum înregistrează primul ei hit ajuns pe locul I în Suedia  "Min Egen Stad" ("Orașul meu"). Toți ceilalți viitori membri ai grupului ABBA au asigurat backgroundul vocal la acest cântec. Albumul este acum inclus în compilația EMI Frida 1967-1972.
Frida a continuat să cânte în cabarete, să facă turnee și să cânte la radio și televiziune. În continuare relația ei cu Andersson, și prietenia cu Björn Ulvaeus și Agnetha Fältskog au dus la formarea grupului ABBA. În 1972, după cinci ani petrecuți la EMI Suedia, Lyngstad a schimbat compania de înregistrări și a trecut la Polar Music. Ea a înregistrat cântecul  "Man vill ju leva lite dessemellan" ("Mai vrei să evadezi puțin din când în când"), care a devenit al doilea ei Nr.1 în clasamentele suedeze.

### 1972–1982: Perioada ABBA
La început, Lyngstad a ezitat să cânte cu prietenul ei Benny Andersson, cel mai bun prieten al acestuia Björn Ulvaeus și soția lui, Agnetha Fältskog. Primul lor proiect împreună a fost spectacolul de cabaret  Festfolk, lansat în iarna dintre anii 1970–1971. Anul următor, 'Frida' a concertat pe cont propriu, în timp ce ceilalți trei viitori membri ABBA au început să cânte împreună regulat. În cele din urmă, li s-a alăturat din nou. Andersson și Ulvaeus erau ocupați cu partea de producție pentru alți artiști, dar curând au descoperit calitățile vocilor combinate ale lui Lyngstad și Fältskog:  ABBA a prins viață.
Frida a interpretat partea solo în următoarele melodii ABBA: "Andante, Andante", "Cassandra", "Fernando", "Gonna Sing You My Lovesong", "I Am the City", "I Have a Dream", "I Let The Music Speak", "On Top of Old Smokey", "I Wonder (Departure)", "The King Has Lost His Crown", "Knowing Me, Knowing You", "Like an Angel Passing Through My Room", "Lovers (Live a Little Longer)", "Me and Bobby and Bobby's Brother", "Me and I", "Money, Money, Money", "The Name Of The Game", "One Man, One Woman", "Our Last Summer", "Put On Your White Sombrero", "Should I Laugh or Cry", "Super Trouper", "Tropical Loveland", "The Visitors", "The Way Old Friends Do", "When All Is Said And Done" și "You Owe Me One", vocea ei apărând bineînțeles și în celelalte cântece ABBA.
Lyngstad s-a bucurat de mai multă atenție decât ceilalți membri ABBA. Îi plăcea cu adevărat să concerteze, să se întâlnească cu publicul A avut un rol activ și în confecționarea faimoaselor costume ABBA pentru turnee și aparițiile TV.De când membrii ABBA s-au despărțit, Frida a fost singura care a regretat deschis că nu a existat nici o reunire a formației.

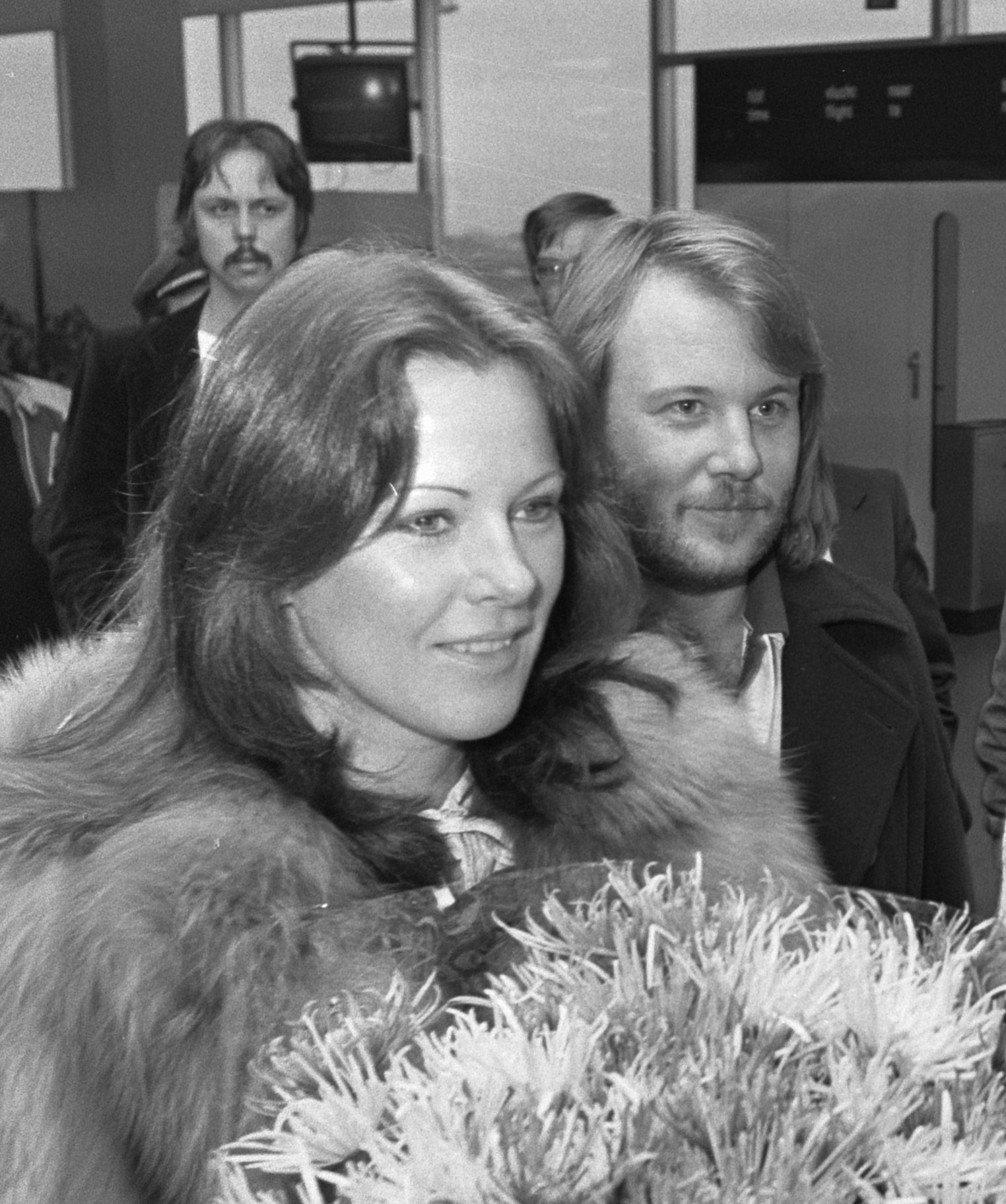
Frida Lyngstad şi Benny Andersson 1976

Următorul ei album solo,  în suedeză,  a fost Frida ensam, (Frida singură), lansat în 1975, în timpul perioadei ABBA și produs de  Benny Andersson. Acest album include varianta de succes, în suedeză, a cântecului "Fernando", care a rămas pe locul I în clasamentele radio din Suedia timp de 9 săptămâni, dar care nu a apărut niciodată ca  single. Albumul a fost realizat între sesiunile de înregistrări pentru albumele ABBA: "Waterloo" (1974) și "ABBA" (1975). Datorită popularității crescânde a grupului, înregistrarea albumului a durat 18 luni. A devenit un uriaș succes comercial și de critică în Suedia, stând pe locul I 6 săptămâni și rămânând în clasamente 38 de săptămâni. Albumul este mai ales o colecție de coveruri după cântece ale unor artiști cum sunt: Beach Boys,  10cc și David Bowie, primind recenzii pozitive din partea revistei Melody Maker: "Albumul ne-o înfățișează pe Frida ca o cântăreață foarte puternică și emotivă și ne demonstrează adevărata valoare a muzicii, care dacă este  interpretată corect și cu suficientă simțire, depășește orice barieră de limbă". Albumul a fost un mare succes, luând în cele din urmă Discul de platină.

### 1982–1984: Cariera internațională solo

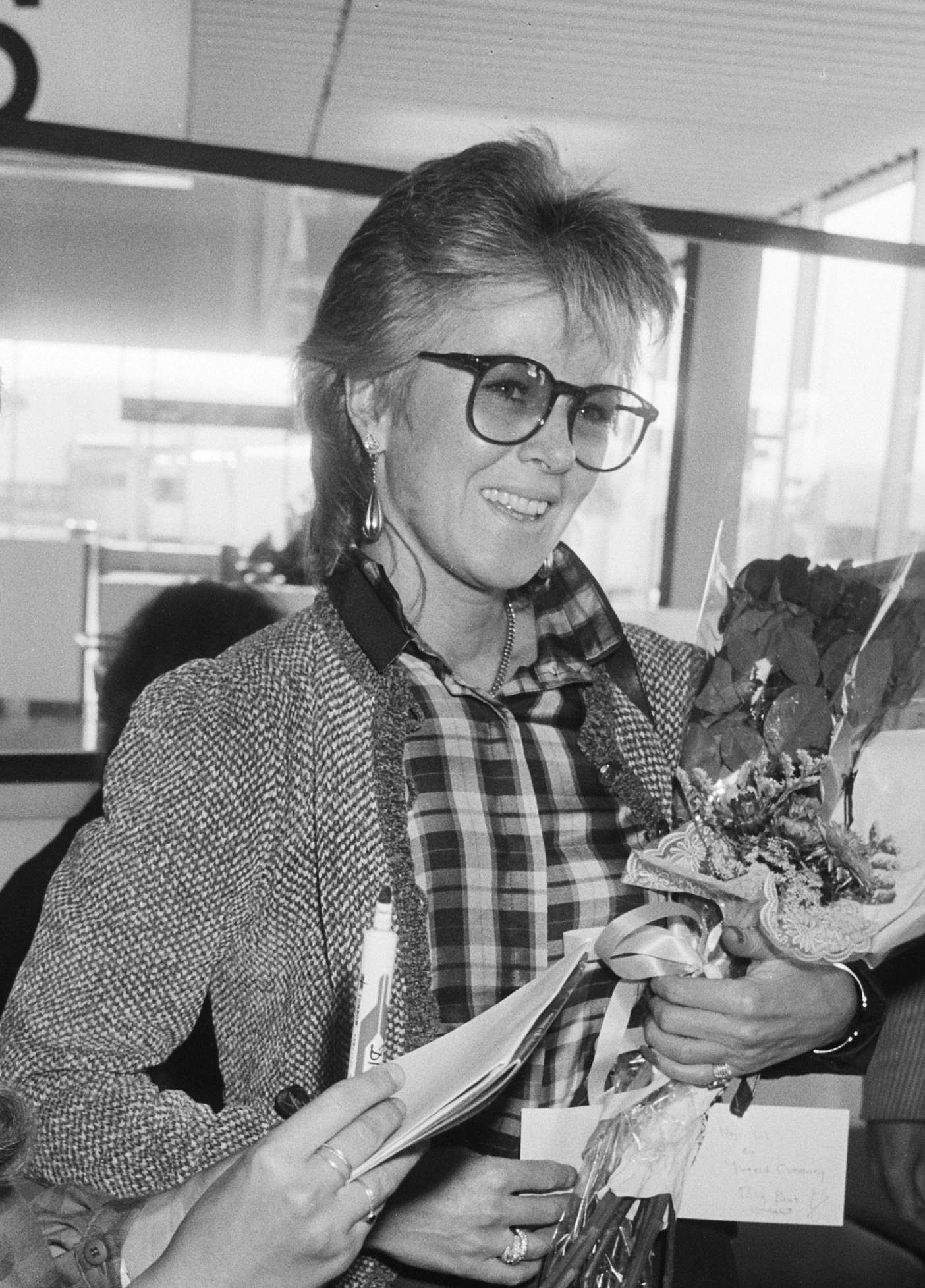
Lyngstad în Amsterdam, Olanda, octombrie 1982

În 1982, în timpul ultimului an de existență a trupei ABBA, Frida a înregistrat primul său album solo post-Abba. A fost și primul său album solo în limba engleză. Phil Collins a fost producătorul albumului intitulat Something's Going On, care i-a adus succesul în întreaga lume. Cu un sunet mult mai apropiat de rock, mai ales în piesa care dă titlul albumului, la care au contribuit din plin și tobele lui Phil Collins. Albumul s-a vândut în 1.5 milioane exemplare și a propulsat single-ul  "I Know There's Something Going On", în vârful clasamentelor din Elveția, Belgia, Costa Rica și Franța, unde a rămas pe locul I timp de cinci săptămâni. Cântecul a urcat până în Top 5 și în clasamentele din Germania, Austria, Olanda, Norvegia și Australia. În S.U.A., în martie 1983 cântecul a urcat până pe poziția a 13-a în Billboard Hot 100 și s-a clasat pe locul 20 ca număr de copii vândute în S.U.A în anul respectiv.
Cântecul și materialul video au fost intens promovate și difuzate pe MTV. Albumul a avut parte de recenzii favorabile, revista Billboard scriind: "Roșcata de la ABBA are parte de un succes uimitor cu îndrăznețul său proiect solo", în timp ce  Mark Coleman descrie albumul în cea de a treia ediție a ghidului de albume Rolling Stone Album Guide ca fiind "un minunat album eclectic, orientat spre rock". William Cooper are o părere similară în AllMusic: "Frida scapă de limitările creative date de calitatea de membru al uneia din cele mai populare formații muzicale, cu acest album solid și interesant".  Televiziunea Suedeză a filmat întregul proces de înregistrare, rezultând un documentar TV de o oră, incluzând interviuri cu Frida și Phil, Björn și Benny, și ceilalți muzicieni care apar pe album. Datorită succesului acestui album și a cântecului cu același nume, Frida a fost votată "Cântăreața anului 1982” de cititorii celui mai mare cotidian de seară din Suedia Aftonbladet, primind Premiul suedez pentru muzică Rockbjörnen.
În 1983, Lyngstad a contribuit la Abbacadabra, un musical pentru copii, bazat pe cântecele grupului ABBA și produs pentru televiziunea franceză de Allain și Daniel Boublil. Frida a înregistrat unul dintre cântece cu doi vocaliști diferiți, în limbi diferite: francezul Daniel Balavoine pentru single-ul "Belle" și versiunea în limba engleză "Time" cu  B. A. Robertson. Cântecul era un cover al  melodiei instrumentale "Arrival", de pe albumul ABBA cu același nume.
Următorul album al lui Lyngstad  a fost albumul experimental Shine (1984). Acest  album a fost înregistrat la studiourile De La Grande Armée în Paris, Franța și produs de Steve Lillywhite, cunoscut pentru munca sa alături de artiști ca: Peter Gabriel, U2, Rolling Stones și  Morrissey. Tânărul producător Lillywhite avea doar 25 de ani când albumul a fost înregistrat și i-a creat Fridei un sunet foarte experimental, dar și o atmosferă foarte relaxată în studio. Albumul a avut mult mai puțin succes decât se sperase, chiar dacă a intrat în Top 20 în multe țări europene, poziția a șasea în Suedia fiind cea mai înaltă pe care a ajuns.

### 1985–2004: Cariera ulterioară
În 1986 Frida a făcut parte din corul de acompaniament pentru înregistrarea cântecului fostului ei soț Benny Andersson "Klinga Mina Klockor". În 1987, Lyngstad a înregistrat single-ul "Så Länge Vi Har Varann" ("Atât timp cât ne avem unul pe celălalt") alături de grupul pop suedez Ratata, unul dintre preferatele sale. A fost contactată de cântărețul Mauro Scocco, care i-a spus că are un cântec ce se pretează pentru un duet. După ce l-a ascultat, Lyngstad a acceptat imediat.Melodia s-a bucurat de mare succes în Suedia, fiind înregistrată și în limba engleză sub titlul "As long as I have you". 
În 1990, Lyngstad a devenit membră a organizației suedeze de mediu Det Naturliga Steget. Organizația își dorea în rândurile ei o personalitate, pentru a ajunge mai ușor la public, iar în 1991 ea a devenit președinta organizației Artister För Miljö (Artiștii pentru mediu). În 1992, Lyngstad a cântat live la Festivalul Apei de la Kings Castle, Stockholm și a lansat un single de caritate, cu un cover după piesa lui Julian Lennon "Saltwater". Toate încasările au fost donate în scopuri caritabile. În 1993, la a 50-a aniversare a reginei Silvia, Frida a fost rugată să interpreteze "Dancing Queen" pe scenă, așa cum o făcuse și grupul ABBA, când regele și regina s-au căsătorit. Frida a luat legătura cu The Real Group și împreună au interpretat melodia pe scena Operei din Stockholm, în fața regelui și reginei. Prim-ministrul suedez de la acea vreme, Ingvar Carlsson, prezent și el în acea seară, a spus că a fost o idee ingenioasă interpretarea piesei "Dancing Queen" a cappella. Interpretarea a fost filmată de televiziunea suedeză și poate fi văzută pe Frida - The DVD.
În 1996, Lyngstad a înregistrat albumul în limba suedeză Djupa andetag (Respirații profunde). A fost un album mult așteptat; trecuseră 12 ani de la apariția albumului Shine. Albumul a atras recenzii pozitive unanime și a reprezentat un succes în Suedia, unde a ajuns pe locul I în clasamentul albumelor. Frida a avut multe apariții la televiziune în Suedia, Norvegia, Danemarca și Finlanda pentru promovarea albumului. Djupa andetag a fost unul din primele albume lansate în Suedia sub formă de CD-ROM, incluzând interviuri cu Lyngstad, imagini de la înregistrări și materiale video promoționale. În ciuda faptului că Djupa andetag a fost lansat oficial doar în Scandinavia și cântecele au fost scrise în totalitate în suedeză, un album remixat, cuprinzând singlelurile "Även en blomma", "Alla Mina Bästa År" (în duet cu Marie Fredriksson de la  Roxette)  și "Ögonen", a apărut în Germania, în 1998, intitulat Frida - The Mixes. În pofida succesului albumului, nici unul dintre aceste singleluri nu a impresionat în topurile suedeze, Frida, foarte dezamăgită, nemaiînregistrând vreodată vreun album. Un documentar de o oră despre realizarea acestui album, realizat atât în studio, cât și acasă la Frida, în Mallorca, Spania, poate fi văzut pe Frida - The DVD. O continuare a albumului, cu același producător, Anders Glenmark, era în lucru, dar s-a renunțat la proiect, după moartea fiicei lui Frida, în 1998. Lyngstad i-a dedicat cântecul "Chemistry Tonight" (scris împreună cu Kirsty MacColl)  compozitoarei, după moartea acesteia, în anul 2000. 
Au urmat câteva înregistrări mai puțin cunoscute, inclusiv un duet din 2002 cu cântărețul de operă Filippa Giordano în "Barcarolle" din opera lui  Jacques Offenbach, Povestirile lui Hoffmann, dar și cântecul "The Sun Will Shine Again", scris de fostul membru  Deep Purple Jon Lord și înregistrat în 2004. "Barcarolle" se poate găsi doar în ediția japoneză a albumului lui Giordano, Rosso Amore, în timp ce "The Sun Will Shine Again" poate fi găsit pe albumul lui Jon Lord, Beyond The Notes (deși a existat și un single de promovare într-o ediție limitată). Lord și Lyngstad au avut câteva apariții TV în Germania pentru promovarea cântecului, în spectacole cum ar fi The Sunday Night Classics și The Golden Henne Gala. Lyngstad i s-a alăturat lui Lord și pe scenă, în timpul turneului său european din 2004. În acest turneu, a interpretat și piesa "In the bleak midwinter", care poate fi găsită în social media.
Pentru semifinala din 2004 a  Concursului Eurovision,  organizată la Istanbul, la treizeci de ani după ce ABBA câștigase concursul de la Brighton, Lyngstad a apărut într-un video amuzant, realizat pentru pauza concursului, intitulat Our Last Video. Fiecare dintre cei patru membri ai grupului au avut apariții scurte, ca și, printre alții Cher și actorul britanic de comedie Rik Mayall. Materialul video nu a fost inclus pe DVD-ul oficial al concursului, dar a apărut ca DVD separat sub marca Universal Music. A fost prima dată când cei patru au lucrat împreună, de la despărțirea formației în 1982, deși fiecare și-a filmat propria apariție separat. De asemenea, în 2004, Lyngstad a apărut alături de foștii colegi de trupă Benny Andersson și Björn Ulvaeus la a cincea aniversare, la Londra, a musicalului Mamma Mia!, bazat pe cântecele formației ABBA. În 2005, ea s-a alăturat celorlalți colegi de la ABBA, la premiera suedeză a spectacolului Mamma Mia!, la arena Cirkus din Stockholm.

### 2005–până în prezent
În  15 noiembrie 2005, pentru a sărbători a șaizecea aniversare a lui Lyngstad, Universal Records a scos pe piață un box set Frida, cuprinzând toate albumele solo pe care le înregistrase pentru Polar Music, toate remixate digital și cuprinzând și câteva piese bonus. Era inclus și Frida - The DVD, un documentar de trei ore și jumătate în care Lyngstad vorbește despre întreaga ei carieră în domeniul muzical. Filmată în Alpii Elvețieni, ea discută despre tehnica ei vocală, despre cariera ei atât înainte, cât și după ABBA și explică cum au fost interpretate și înregistrate melodiile. Făcut în colaborare cu Televiziunea suedeză SVT, filmul include multe clipuri rare de la primele ei spectacole, cum ar fi prima apariție la televiziune cu "En Ledig Dag". De asemenea sunt incluse documentarele despre realizarea albumelor Something's Going On și Djupa andetag.
În  septembrie 2010, a apărut un nou album, realizat de muzicianul Georg Wadenius, intitulat "Reconnection". Frida și George discutaseră de mult despre o colaborare, fiind prieteni buni. Albumul începe cu interpretarea unei piese tradiționale Morning Has Broken făcută celebră de Cat Stevens. Cântecul este un preferat al Fridei și s-a numărat printre cele cântate la biserică, la căsătoria Fridei cu prințul Ruzzo, în 26 august 1992.

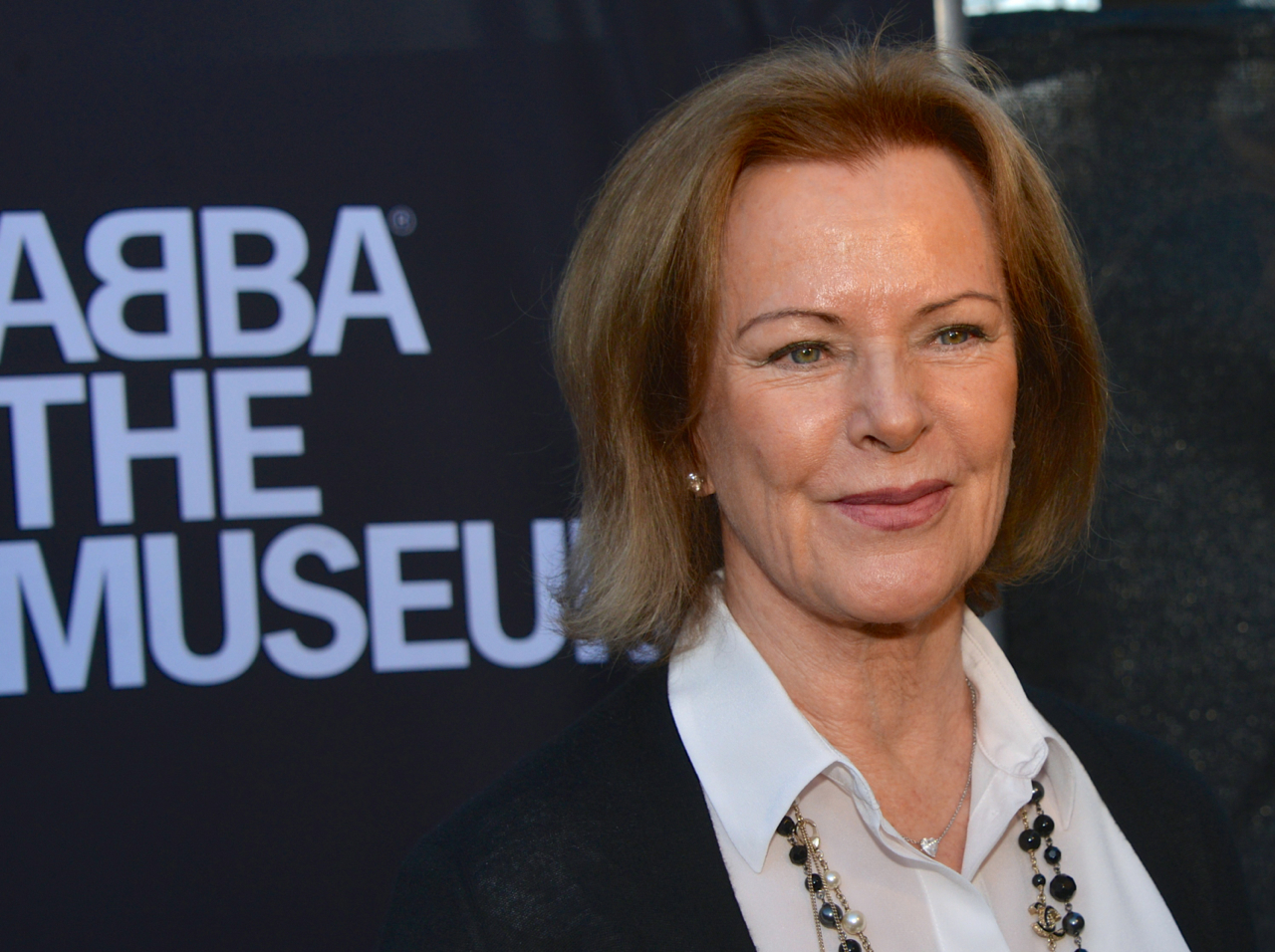
Frida la deschiderea muzeului ABBA, mai 2013.

În 16 februarie 2011 BBC Radio 4 a transmis o piesă de 45 de minute, avându-i în distribuție pe Frida și pe autorul piesei Christopher Green, vechi fan al Fridei. Piesa, Like An Angel Passing Through My Room, a fost caracterizată ca o „poveste despre dragoste. Despre dragostea necondiționată a unui fan devotat ...despre intimitatea reală sau imaginară.” A fost un proiect a cărui realizare a durat câțiva ani, iar ce a început ca o reflecție despre faimă și ce înseamnă să fii fan, a evoluat într-o meditație despre comunicarea dintre doi oameni și modul în care aceștia răspund loviturilor sorții. Într-un interviu cu Frida, ea și Green au vorbit despre lunga ei recuperare după pierderea soțului în 1999. Piesa este meditativă, dar are și o tentă comică sensibilă. Frida afirma în 2004 că nu are de gând să se mai întoarcă niciodată în industria muzicală. Deși se dicuta despre noi albume de studio în 2010, nu s-a concretizat nimic, iar Frida nu s-a mai întors în studiourile de înregistrări. După moartea prietenului ei Jon Lord, în 2012, Frida a devenit foarte retrasă, fiind foarte rar văzută în public.
În 2013, Frida a contribuit la organizarea deschiderii muzeului ABBA din Stockholm spunând că vrea „să lase  ABBA să se odihnească”. Mult așteptata reunire ABBA din 2014 pentru a sărbători victoria lor la Concursul Eurovision din 1974, cu patruzeci de ani în urmă, nu a avut loc, dezamăgind fanii.
În 2015 Frida, alături de Dan Daniell, a scos single-ul "1865" despre muntele Matterhorn din Elveția.

## Discografie

### Albume Solo
- 1971: Frida
- 1975: Ensam
- 1982: Something's Going On
- 1984: Shine
- 1996: Djupa andetag

### Compilații
- 1971: Anni-Frid Lyngstad
- 1991: På egen hand
- 1993: Tre kvart från nu
- 1994: Agnetha & Frida – The Voice Of ABBA
- 1997: Frida 1967–1972
- 1998: Svenska Popfavoriter
- 2000: 14 Hits
- 2001: The Collection
- 2005: Frida – The Box (4XCD 1XDVD)

### Singles
- 1967: En Ledig Dag
- 1967: Din
- 1968: Simsalabim
- 1968: Mycket Kär
- 1969: Härlig Är Vår Jord
- 1969: Så Synd Du Måste Gå
- 1969: Peter Pan
- 1970: Där Du Går Lämnar Kärleken Spår
- 1971: En Liten Sång Om Kärlek
- 1971: En Kväll Om Sommarn
- 1971: Min Egen Stad
- 1971: Nu Vissla I Ett Slag
- 1972: Vi Är Alla Bara Barn I Början
- 1972: Man Vill Ju Leva Lite Dessemellan
- 1975: Fernando
- 1982: I Know There's Something Going On
- 1982: To Turn The Stone
- 1982: Tell Me It's Over
- 1982: I See Red
- 1983: Here We'll Stay
- 1983: Belle (Frida & Daniel Balavoine)
- 1983: Time (Frida & BA Robertson)
- 1984: Shine
- 1984: Come To Me (I Am Woman)
- 1984: Heart Of The Country
- 1984: Twist In The Dark
- 1987: Så Länge Vi Har Varann (Frida & Ratata)
- 1987: Om Du Var Här (Ratata)
- 1992: Änglamark (Artister För Miljö featuring Frida)
- 1996: Även En Blomma
- 1996: Ögonen
- 1997: Alla Mina Bästa År (Frida & Marie Fredriksson)
- 1997: Alla Mina Bästa År
- 1999: Dancing Queen (with the Real Group)
- 2003: Lieber Gott (Frida & Dan Daniell)
- 2004: The Sun Will Shine Again
- 2011: Mornin' has broken